# The Very Best of Winger
The Very Best of Winger es el primer álbum recopilatorio de la banda de heavy metal Winger.

## Lista de temas
1. "On the Inside" (Kip Winger, Reb Beach) – 4:24
2. "Blind Revolution Mad" (Winger, Beach) – 5:26
3. "Down Incognito" (Winger, Beach) – 3:48
4. "Spell I'm Under" (Winger) – 3:56
5. "Who's the One" (Winger, Beach) – 5:46
6. "Junkyard Dog (Tears on Stone)" (Winger, Beach) – 6:55
7. "Hell to Pay" (Winger, Beach) – 3:24
8. "Can't Get Enuff" (Winger, Beach) – 4:24
9. "Under One Condition" (Winger, Beach) – 4:30
10. "Easy Come Easy Go" (Winger) – 4:06
11. "Rainbow in the Rose" (Winger, Beach) – 5:34
12. "Miles Away" (Paul Taylor) – 4:15
13. "Seventeen" (Winger, Beach, Beau Hill) – 4:12
14. "Madalaine" (Winger, Beach) – 3:47
15. "Hungry" (Winger, Beach) – 4:01
16. "Headed for a Heartbreak" (Winger) – 5:15